# Забужжя (Шептицький район)
Забу́жжя — село в Україні, у Шептицькому районі Львівської області. Населення становить 1366 осіб.

## Відомі люди

### Народилися
- Прихід Валентин Миколайович (1989—2014) — капітан Збройних сил України, учасник російсько-української війни.

### Померли
- Лагода Петро — український військовик, хорунжий УПА, командир сотень «Ведмідь» та «Жубри II» в ТВ-14 «Асфальт».